# バディFC
バディFC（バディサッカークラブ）は、バディサッカークラブが運営する唯一の女子クラブチームで、東京都世田谷区に拠点を置き、小学生年代のみのチームである。
バディサッカークラブが他に運営するバディSC・バディSC江東・バディSC八王子の男子3チームとは兄弟チームである。

## 特徴
カテゴリーは幼稚園児・小学生年代（第4種/ジュニア）のみであり、中学生年代（第3種/ジュニアユース）や高校生年代（第2種/ユース）のチームは持たない。入会に際し、セレクション等は行っておらず、サッカーに興味のある女子ならば原則入会可能である。
獲得した全国タイトルは、全国ジュニアクラブ女子チーム最多の計10回（全国少年少女草5回、なでしこカップ3回、キヤノンカップ2回）を誇る。

## 獲得タイトル
- 全国少年少女草サッカー大会

優勝6回（2007年、2009年、2011年、2015年、2016年、2019年）
- Jヴィレッジなでしこカップ全国ガールズ８（U-12）

優勝3回（2005年、2007年、2013年）
- キヤノンカップ全国大会

優勝2回（2008年、2013年）

## 出身選手
- 大島茉莉花
- 中村ゆしか - スフィーダ世田谷FC所属、元ちふれASエルフェン埼玉所属
- 田中真理子 - ジェフユナイテッド市原・千葉レディース所属
- 和田奈央子 - 元ノジマステラ神奈川相模原、浦和レッズレディース所属
- 村松智子 - 日テレ・東京ヴェルディベレーザ所属
- 籾木結花 -  レスター・シティWFC所属、元日テレ・ベレーザ所属
- 鳥海由佳 - NISHI SATOアローレレディース所属、元日テレ・ベレーザ所属
- 工藤真子 - 元ノジマステラ神奈川相模原所属
- 小山由梨奈 - 元AC長野パルセイロ・レディース所属
- 久保真理子 - 大宮アルディージャVENTUS所属
- 原田えな -  ウェスタン・シドニー・ワンダラーズFC（英語版）所属
- 野田にな - 日テレ・東京ヴェルディベレーザ所属